# Anna Minoushka
Kim Varin, conosciuta col nome d'arte di Anna Minoushka (St-Jérome, 4 maggio 1984), è una wrestler canadese.
È di origini russe e attualmente risiede a Montréal. È meglio conosciuta per il suo lavoro sotto il ring name di Anna Minoushka.

## Carriera nel wrestling professionistico

### Gli inizi (2002-2006)
Anna Minoushka ha iniziato il suo allenamento nel novembre 2002, quando ha debuttato con Binovich Fouranov nella Northern Championship Wrestling (nCw). È stata introdotta dallo stesso Binovich come sue manager e lo ha portato ad ottenere una vittoria contro una futura stella nel pro wrestling, Don Paysan. Allenata da Marc the Grizzly e Mr.Cobra, ha fatto il suo debutto sul quadrato il 17 maggio 2003 a nCw ChallangeMania 11. Ha fatto coppia con i suoi protetti Binovich Fouranov e Gorgeous Mike ma ha perso contro i Double Trouble e Cobra.
Nonostante la sconfitta, sono stati nominati i Wrestler più odiati dell'anno nella nCw. Anna è stata inoltre coronata dal titolo di Manager dell'anno nel 2003. Dopo diversi cambiamenti nella sua carriera, passando dalla Coalition Russe a Manuel Vegas ad Alex Price a Jayzon Reaper ha fatto il suo debutto nella ALF (Association de Lutte Fèminine) nel 2006 e questo è quello che le ha fatto fare il passo successivo nel pro wrestling.

### In singolo (2006-presente)
Ha debuttato per la ALF il 4 agosto 2006 in un match perso contro Malicia Lucifera. Un mese dopo ha ottenuto la sua prima vittoria in singolo contro Roxie ma nella stessa sera ha perso un Fatal 4 Way che ha visto coinvolte anche Portia Perez, La Parfaite Caroline e Sweet Cherrie. Allo show ALF "Le Courunmente" ha perso un altro importante match, questa volta contro Vanessa Kraven. La tigre russa, tuttavia, è stata in grado di ottenere un'importante vittoria contro Malicia Lucifera in un rematch dal suo debutto. Ha poi iniziato un feud con Charlotte Lamothe ma non è mai stata in grado di sconfiggerla, neanche facendo coppia con Kalamity o Paradox. Ha poi iniziato una losing streak in ALF perdendo contro atlete come Danyah, Mary Lee Rose o la stessa Charlotte Lamothe. Dopo tutto, tuttavia, è stata in grado di vincere il suo ultimo match nella ALF sconfiggendo Candygirl, che ha anche lottato per la NCW Femmes Fatales.
Nello stesso tempo, nella nCw, nel tardo 2007, le è stato dato l'nCw Cruiserweight Title dopo che Alex Price ha lasciato la compagnia ma lo ha perso contro la sua nemesi Binovich Fouranov. L'estate successiva si è sposata con Sexxxy Eddy nella ALF ma è ancora un mistero se loro stanno insieme o no. Dopo una breve alleanza con The Inmat conosciuti come Criminal Minds, ha trovato una casa con TNT e Adrian O'Ryan formand il trio dell'Anarchy Rulz. Hanno feudato con i Project 13 e Mary Lee Rose per l'intera estate. È poi diventata Queen Anna dopo che TNT è stato nominato re della nCw nel novembre 2009. La settimana successiva al suo debutto in SHIMMER ha quasi finito la carriera di LuFisto con uno Spear.

### NCW FF e SHIMMER (2009-presente)
È stata parte del primo show della NCW Femmes Fatales, che ha preso luogo il 5 settembre 2009. Ha preso parte ad un Fatal 4 Way Elimination Match che ha visto coinvolte Kalamity, Mary Lee Rose e Roxie Cotton. È stata eliminata per prima per squalifica dopo essersi rifiutata di strangolare Mary Lee con le corde. Nel secondo show, che ha preso luogo il 6 febbraio 2010 ha fatto coppia con Anastasia Ivy sconfiggendo il team di Mary Lee Rose e PJ Tyler dopo aver effettuato uno spear su Mary Lee Rose. Anna Minoushka è stato in grado di ottenere un'impressionante vittoria su Sabrina Kyle ed è stato annunciato, la stessa sera, che avrebbe lottato con Amazing Kong il 23 ottobre 2010.
Dopo le sue performance nei primi due show della nCw Femmes Fatales è stata bookata a prendere parte agli SHIMMER Tapings il 2 e 3 maggio 2010. Ha debuttato come parte della SPARKLE Division sconfiggendo PJ Tyler con un Modified Pedigree. Il giorno successivo ha lottato in un tag team match con She Nay Nay perdendo contro il team di PJ Tyler e Leva Bates.

## In wrestling
- Finishing move
  - Annastruction[9] (Spear)
- Signature moves
  - Annatralizer (STO)
  - Avalanche
  - Side Slam Backbreaker
  - Big Splash
  - Body Block
  - Body Slam
  - Corner Foot Choke
  - Leg Drop
  - Sidewalk Slam
- Nickname
  - The Russian Tigress

## Championships and accomplishments
- Northern Championship Wrestling
  - nCw Cruiserweigth Championship (1 Times)
  - nCw Tag Team Championship (1 Times)
  - nCw Most Improved Wrestler of the Year(2009)
  - nCw Most Hated(2003)
  - nCw Manager of the Year(2003)